# Scrobipalpa lutea
Scrobipalpa lutea is een vlinder uit de familie tastermotten (Gelechiidae). De wetenschappelijke naam is voor het eerst geldig gepubliceerd in 1977 door Povolny.
De soort komt voor in Europa.